# Château du Mesnil-Barré
 (juillet 2025).
Motif : pas de sources récentes / suite Brozouf
- Archive Wikiwix
- Bing
- Cairn
- DuckDuckGo
- E. Universalis
- Gallica
- Google
- G. Books
- G. News
- G. Scholar
- Persée
- Qwant
- (zh) Baidu
- (ru) Yandex
- (wd) trouver des œuvres sur Wikidata

| 1. | Préciser le motif de la pose du bandeau. | Précisez le motif de la pose du bandeau en utilisant la syntaxe suivante : {{admissibilité à vérifier\|date=juillet 2025\|motif=remplacez ce texte par le motif}}                            |
| 2. | Informer les utilisateurs concernés.     | Pensez à avertir le créateur de l'article, par exemple, en insérant le code ci-dessous sur sa page de discussion : {{subst:avertissement admissibilité à vérifier\|Château du Mesnil-Barré}} |

Le château du Mesnil-Barré est un château français situé à Saint-Germain-le-Guillaume, dans le département de la Mayenne et la région des Pays de la Loire. Il est situé à  3 500 mètres au Sud du bourg sur l'Ernée.
Les deux tours ainsi que tous les vestiges subsistants de l'ancien site fortifié du Menil-Barré font l'objet d'une inscription au titre des Monuments historiques par arrêté du 12 octobre 1997.

## Historique

### Désignation
- La terre du Mesnil-Barré, 1388 (Arch. nat., P. 1.334/1).
- Herbergement, domaine et appartenances du Mesnil-Barré, 1410 (Tit. de la famille de Crozé).
- Le seigneur du lieu du Mesnil-Barré, 1458 (Cabinet de Louis-Julien Morin de la Beauluère).
- Château, chapelle, moulin (Jaillot).
- Ménil, château, village (Carte de Cassini).
- Ménil (Carte d'État-Major).

### Féodalité
Une petite partie de la seigneurie mouvait de la châtellenie de Saint-Ouen. Il relevait de la châtellenie d'Ernée pour une autre partie.
Le seigneur était fondateur de l'église de Saint-Germain-le-Guillaume et prétendait au même titre sur l'église d'Andouillé, avec assez de vraisemblance pour que le conseil de Jean-Bretagne-Charles de La Trémoille, Duc de La Trémoille fût d'avis en 1775 d'acheter le domaine, en poussant l'adjudication jusqu'à 100.000 ₶.

### Chapelle
François de Fontenailles et Françoise de la Palu, sa femme, fondèrent en 1551 une chapelle de deux messes sous le vocable de saint François, « pour qu'il leur soit donné grâce de vivre dans la grâce de Dieu et enfin avoir la gloire éternelle de Paradis». Le Grand-Bordage d'Andouillé formait le temporel.

### Histoire
Le château fut pillé par les Anglais de la garnison de Mayenne en 1433. Après la capitulation de Laval à Henri IV, en 1594, le maréchal Jean VI d'Aumont ordonna d'abord de raser la place qui tenait pour la Ligue catholique, puis, se ravisant, il chargea Guillaume Le Clerc de Crannes d'y mettre une garnison.

## Sources partielles
- « Château du Mesnil-Barré », dans Alphonse-Victor Angot et Ferdinand Gaugain, Dictionnaire historique, topographique et biographique de la Mayenne, Laval, A. Goupil, 1900-1910 [détail des éditions] (BNF 34106789, présentation en ligne)